# 石田匠
石田 匠（いしだ しょう、1991年11月17日 - ）は、日本の元プロボクサー。井岡ボクシングジム所属。第37代日本スーパーフライ級王者。

## 来歴
大阪府堺市出身。堺市立深井西小学校6年の時に憧れていた井岡一翔が所属する井岡ジムでボクシングを始め、通信制の秋桜高校2年時の国体でバンタム級優勝。
2009年2月8日、松下IMPホールでタウィーサック・ペッチティーラポンとスーパーフライ級4回戦を行い、初回2分40秒KO勝ちを収めデビュー戦を白星で飾った。
2013年9月11日、大阪府立体育会館でWBA世界スーパーフライ級11位のペッバーンボーン・ゴーキャットジムと対戦し、2回1分30秒KO勝ちを収めた。
2014年8月11日、後楽園ホールで日本スーパーフライ級王者の戸部洋平と対戦し、10回3-0（96-94×2、97-93）の判定勝ちを収め王座獲得に成功した。
2014年12月31日、大阪府立体育会館で森崎正人と対戦し、5回1分59秒TKO勝ちを収め初防衛に成功した。
2015年4月22日、大阪府立体育会館で江藤大喜と対戦し、10回2-1（96-95、97-93、95-96）の判定勝ちを収め2度目の防衛に成功した。
2015年9月27日、大阪府立体育会館で木村隼人と対戦し、10回3-0（97-93、98-93、99-91）の判定勝ちを収め3度目の防衛に成功した。
2015年12月31日、大阪府立体育会館で大塚隆太と対戦し、4回1分13秒TKO勝ちを収め4度目の防衛に成功した。
2016年4月17日、大阪府立体育会館で船井龍一と対戦し、10回2-0（96-96、96-94、97-95）の判定勝ちを収め5度目の防衛に成功した。
2016年7月22日、日本スーパーフライ級王座を返上した。
2017年10月28日、カーディフのプリンシパリティ・スタジアムでWBA世界スーパーフライ級王者のカリッド・ヤファイと対戦し、プロ初黒星となる12回0-3（110-118、112-116×2）の判定負けを喫し王座獲得に失敗した。
2018年7月29日、大阪府立体育会館第2競技場で元OPBF東洋太平洋フライ級王者のリチャード・クラベラスと対戦し、4回31秒TKO勝ちを収めた。
2018年12月9日、大阪府立体育会館第2競技場で元WBO世界スーパーフライ級1位のワーリト・パレナスと対戦し、8回3-0（78-74、78-73、78-72）で判定勝ちを収めた。
2019年10月30日、大阪府立体育会館第2競技場でIBF世界スーパーフライ級王者ヘルウィン・アンカハスへの挑戦者決定戦として、IBF世界スーパーフライ級8位のイスラエル・ゴンサレスと対戦する事が発表された。当初はグアダラハラで行われる予定であったが、井岡ジムが興行権を獲得し、日本国内で開催されることになった。
2019年12月28日、大阪府立体育会館第二競技場でイスラエル・ゴンサレスと対戦するも、12回1-2（112-116、116-112、113-115）で判定負けを喫し、挑戦権獲得に失敗した。
2020年11月23日、三田市総合文化センター郷の音ホールで日本ユースバンタム級王者の石井渡士也と対戦し、8回3-0（78-74、77-75、79-73）で判定勝ちを収めた。
2021年12月11日、名古屋国際会議場で元世界3階級制覇王者の田中恒成と52.5キロ契約のノンタイトル10回戦で対戦し、1-2（96-94、94-96、95-96）の判定で敗れた。
2023年6月11日、住吉区民センターでWBA世界バンタム級4位のビクトル・サンティリャンとWBA世界バンタム級挑戦者決定戦を行い、12回2-1（116-112が2者、110-118）の判定勝ちを収め、井上拓真への挑戦権を獲得した。
2024年5月6日、東京ドームにてWBA世界バンタム級王者の井上拓真に挑戦し、初回にダウンを奪うも、判定0-3で敗れ、王座獲得に失敗した。
2024年8月2日、現役引退を表明した。
2024年9月8日、引退セレモニーが行われ、合わせて井岡一法会長から井岡ジムを継承し、10月1日より「匠ボクシングジム」に改称して新会長に就任することが発表された。

## 戦績
- プロボクシング：38戦 34勝 (17KO) 4敗

| 戦           | 日付           | 勝敗 | 時間    | 内容    | 対戦相手                               | 国籍           | 備考                                  |
| ------------ | -------------- | ---- | ------- | ------- | -------------------------------------- | -------------- | ------------------------------------- |
| 1            | 2009年2月8日   | ☆    | 1R 2:40 | KO      | タウィーサック・ペッチティーラポン     | タイ           | プロデビュー戦                        |
| 2            | 2009年4月12日  | ☆    | 4R      | 判定3-0 | 山川浩平（グリーンツダ）               | 日本           |                                       |
| 3            | 2009年7月26日  | ☆    | 6R      | 判定3-0 | 森川真一郎（高砂）                     | 日本           |                                       |
| 4            | 2009年12月26日 | ☆    | 6R      | 判定3-0 | 佐々木佳浩（金沢）                     | 日本           |                                       |
| 5            | 2010年4月18日  | ☆    | 5R 1:52 | TKO     | 張本陽介（陽光アダチ）                 | 日本           |                                       |
| 6            | 2010年7月25日  | ☆    | 8R      | 判定3-0 | サンペット・ソーミーペット             | タイ           |                                       |
| 7            | 2010年10月10日 | ☆    | 8R      | 判定3-0 | 高橋優紀（倉敷守安）                   | 日本           |                                       |
| 8            | 2011年2月11日  | ☆    | 2R 1:24 | TKO     | ヨドペッチ・パックディージム           | タイ           |                                       |
| 9            | 2011年8月10日  | ☆    | 2R 1:14 | KO      | エドウィン・トゥンバガ・シンワンチャ   | フィリピン     |                                       |
| 10           | 2011年12月31日 | ☆    | 1R 2:01 | KO      | スリチャイ・モントンジム               | タイ           |                                       |
| 11           | 2012年6月20日  | ☆    | 8R      | 判定3-0 | 有富康人（松田）                       | 日本           |                                       |
| 12           | 2012年12月31日 | ☆    | 1R 0:46 | KO      | チャルームポン・ボーパタン             | タイ           |                                       |
| 13           | 2013年5月8日   | ☆    | 8R      | 判定3-0 | エクタワン・クルンテープトンブリ       | タイ           |                                       |
| 14           | 2013年9月11日  | ☆    | 2R 1:30 | KO      | ペッバーンボーン・ゴーキャットジム     | タイ           |                                       |
| 15           | 2013年12月31日 | ☆    | 1R 1:15 | KO      | カムバック・ウォーポーシーサケット     | タイ           |                                       |
| 16           | 2014年5月7日   | ☆    | 2R 1:15 | KO      | ブルックルック・ゴーナロンサービス     | タイ           |                                       |
| 17           | 2014年8月11日  | ☆    | 10R     | 判定3-0 | 戸部洋平（三迫）                       | 日本           | 日本スーパーフライ級タイトルマッチ    |
| 18           | 2014年12月31日 | ☆    | 5R 1:59 | TKO     | 森崎正人（アポロ）                     | 日本           | 日本王座防衛1                         |
| 19           | 2015年4月22日  | ☆    | 10R     | 判定2-1 | 江藤大喜（白井・具志堅）               | 日本           | 日本王座防衛2                         |
| 20           | 2015年9月27日  | ☆    | 10R     | 判定3-0 | 木村隼人（ワタナベ）                   | 日本           | 日本王座防衛3                         |
| 21           | 2015年12月31日 | ☆    | 4R 1:13 | TKO     | 大塚隆太（18鴻巣）                     | 日本           | 日本王座防衛4                         |
| 22           | 2016年4月17日  | ☆    | 10R     | 判定2-0 | 船井龍一（ワタナベ）                   | 日本           | 日本王座防衛5                         |
| 23           | 2016年12月31日 | ☆    | 2R 2:42 | KO      | ペットナムヌン・シーサケットパッタナー | タイ           |                                       |
| 24           | 2017年4月23日  | ☆    | 3R 1:41 | KO      | パティポーン・サイトーンジム           | タイ           |                                       |
| 25           | 2017年10月28日 | ★    | 12R     | 判定0-3 | カリッド・ヤファイ                     | イギリス       | WBA世界スーパーフライ級タイトルマッチ |
| 26           | 2018年2月24日  | ☆    | 3R 1:13 | KO      | ラッキー・ソーバームス                 | タイ           |                                       |
| 27           | 2018年7月29日  | ☆    | 4R 0:31 | TKO     | リチャード・クラベラス                 | フィリピン     |                                       |
| 28           | 2018年12月9日  | ☆    | 8R      | 判定3-0 | ワルリト・パレナス（森岡）             | フィリピン     |                                       |
| 29           | 2019年4月21日  | ☆    | 8R      | 判定3-0 | 定常育郎（T&T）                        | 日本           |                                       |
| 30           | 2019年12月28日 | ★    | 12R     | 判定1-2 | イスラエル・ゴンサレス                 | メキシコ       | IBF世界スーパーフライ級挑戦者決定戦   |
| 31           | 2020年11月23日 | ☆    | 8R      | 判定3-0 | 石井渡士也（REBOOT.IBA）               | 日本           |                                       |
| 32           | 2021年12月11日 | ★    | 10R     | 判定1-2 | 田中恒成（畑中）                       | 日本           |                                       |
| 33           | 2022年4月24日  | ☆    | 8R 1:20 | TKO     | カルロ・デメシーリョ                   | フィリピン     |                                       |
| 34           | 2022年9月3日   | ☆    | 8R      | 判定3-0 | アルビン・メデュラ                     | フィリピン     |                                       |
| 35           | 2022年12月11日 | ☆    | 8R      | 判定3-0 | ロニー・バルドナド                     | フィリピン     |                                       |
| 36           | 2023年6月11日  | ☆    | 12R     | 判定2-1 | ビクター・サンティリャン               | ドミニカ共和国 | WBA世界バンタム級挑戦者決定戦         |
| 37           | 2023年12月10日 | ☆    | 3R 1:51 | TKO     | ジェームス・パガリン                   | フィリピン     |                                       |
| 38           | 2024年5月6日   | ★    | 12R     | 判定3-0 | 井上拓真（大橋）                       | 日本           | WBA世界バンタム級タイトルマッチ       |
| テンプレート |                |      |         |         |                                        |                |                                       |

## 獲得タイトル
- 第37代日本スーパーフライ王座（防衛5=返上）